# إثميا يابانية
إثميا يابانية (الاسم العلمي: Ethmia japonica) هي نوع من الحشرات تتبع جنس الإثميا من فصيلة الألاشستيات.